# Fitou
Fitou is een gemeente in het Franse departement Aude (regio Occitanie). De plaats maakt deel uit van het arrondissement Narbonne. Fitou telde op 1 januari 2022 1.147 inwoners.

## Geografie
De oppervlakte van Fitou bedroeg op 1 januari 2022 30,25 vierkante kilometer; de bevolkingsdichtheid was toen 37,9 inwoners per km². De gemeente ligt aan de lagune Étang de Leucate.
De onderstaande kaart toont de ligging van Fitou met de belangrijkste infrastructuur en aangrenzende gemeenten.

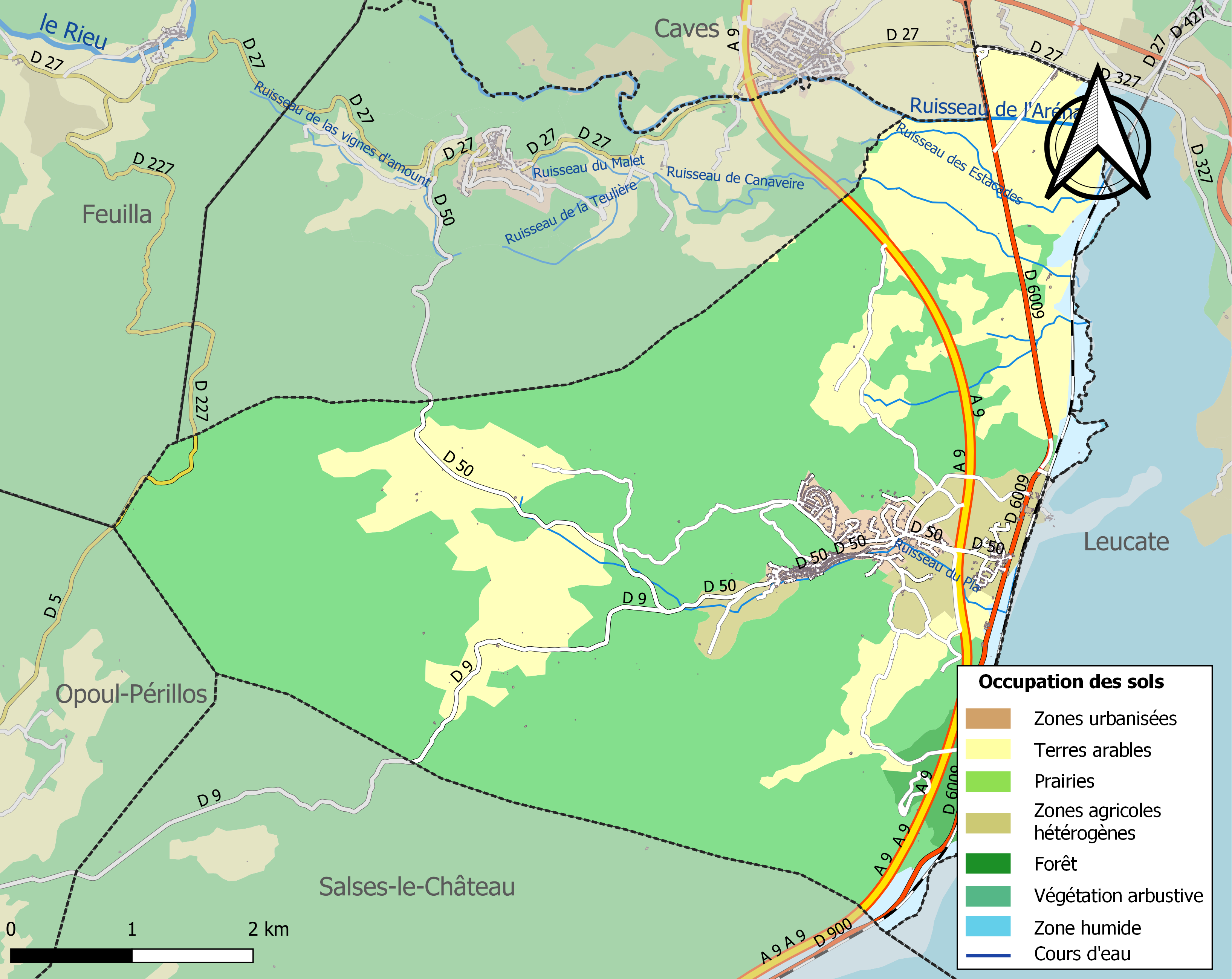

## Demografie
Onderstaande figuur toont het verloop van het inwonertal (bron: INSEE-tellingen).

Vanwege een beveiligingsprobleem met de MediaWiki Graph-software is het momenteel niet mogelijk deze grafiek weer te geven. Zodra de software is bijgewerkt zal de grafiek vanzelf weer zichtbaar worden.